# جيمس الثالث ملك قبرص
جيمس الثالث ملك قبرص (أو جاك الثالث دي لوزينيان) (6 يوليو 1473م – 26 أغسطس 1474م) الطفل الوحيد لكل من جيمس الثاني ملك قبرص وكاثرين كورنارو وملك قبرص منذ أن ولد، حيث مات والده قبل أن يولد وأصبحت أمه وصية على العرش إلى أن أنجبته. توفي في ظروف غامضة وهو رضيع قبل أن يتم عامه الأول، لتخلفه أمه كآخر ملكة قبرص. مهدت وفاته الطريق أمام البندقية للسيطرة على قبرص.